# Vilardevós
Vilardevós è un comune spagnolo di 2 803 abitanti situato nella comunità autonoma della Galizia.